# Dolina Kežmarskej Bielej vody
Die Dolina Kežmarskej Bielej vody (offizielle Namensform, auch Dolina Bielej vody kežmarskej oder Dolina Bielej vody genannt; deutsch Weißwassertal, Kesmarker Tal; ungarisch Fehér-víz-völgy, Késmárki-völgy; polnisch Dolina Kieżmarska) ist ein Talkomplex in der Slowakei auf der südlichen Seite der Hohen Tatra. Es ist etwa acht Kilometer lang, bedeckt eine Fläche von 14,5 km² und gilt als östlichstes Tal der Hohen Tatra, an der Grenze zur nördlich gelegenen Belaer Tatra.

## Beschreibung

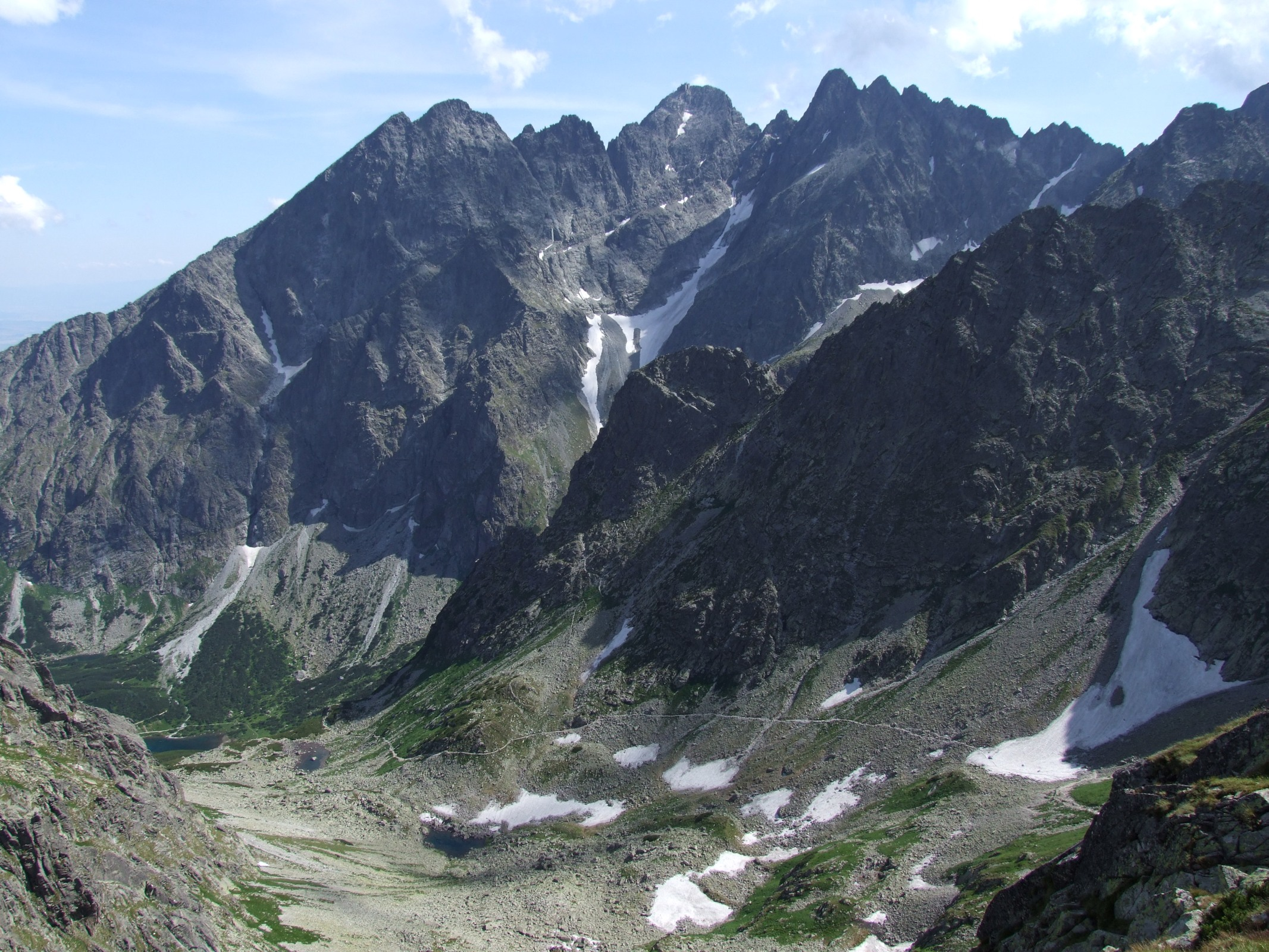
Hochgebirgskessel Červená dolina

Das Tal beginnt auf einer Höhe von etwa 915 m n.m. beim Straßenzug Cesta Slobody bei Kežmarské Žľaby und hat eine Länge von acht Kilometern zum Fuß des Bergs Baranie rohy. Auf etwa 1400 m n.m. verzweigt sich das bisher enge, bewaldete und gegen Nordwesten gerichtete Tal in drei Hauptteile.
Der erste, südwestliche Teil heißt Dolina Zeleného plesa (deutsch Grünseetal) und ist grob nach Südwesten gerichtet. Dieses Tal reicht tief bis in die nordöstlichen Hänge der Hauptachse des Seitengrats von Lomnický štít, am Fuße der Berge wie Kežmarský štít oder Pyšný štít hinein. Am oberen Ende verzweigt sich dieses Tal in drei kleinere Täler, nämlich Veľká Zmrzlá dolina (Großes Papirustal) mit zwei Hochgebirgskesseln (Medená kotlina und Barania kotlina), Malá Zmrzlá dolina (Kleines Papirustal) und Červená dolina (Rotseetal). Der zweite, mittlere Teil heißt Dolina Bielych plies (Weißseetal) am Fuße der Berge wie Kozia veža, Jahňací štít und Belianska kopa und weist drei Hochgebirgskessel auf: Nižná žeruchová kotlinka (Unterer Gamskessel), Vyšná žeruchová kotlinka (Oberer Gamskessel) und Žltá kotlinka (Gelbes Kar). Der letzte, nördlichste Teil heißt Predné Meďodoly (Vordere Kupferschächte) an der Grenze zwischen der Hohen Tatra und der Belaer Tatra bis zum Sattel Kopské sedlo (Kopapass).
Der Talkomplex grenzt im Norden an den Hauptkamm der Belaer Tatra zwischen den Bergen Hlúpy und Bujačí vrch, im Süden über die Seitengrate vom Berg Vyšná Barania strážnica zum Lomnický štít, und weiter Kežmarský štít und Veľká Svišťovka an die Täler Skalnatá dolina und Malá Studená dolina, im Westen, über den Hauptkamm der Hohen Tatra, an die folgenden Täler im Talkomplex Javorová dolina – Čierna Javorová dolina, Kolová dolina, Jahňací kotol und Zadné Meďodoly.

## Gewässer

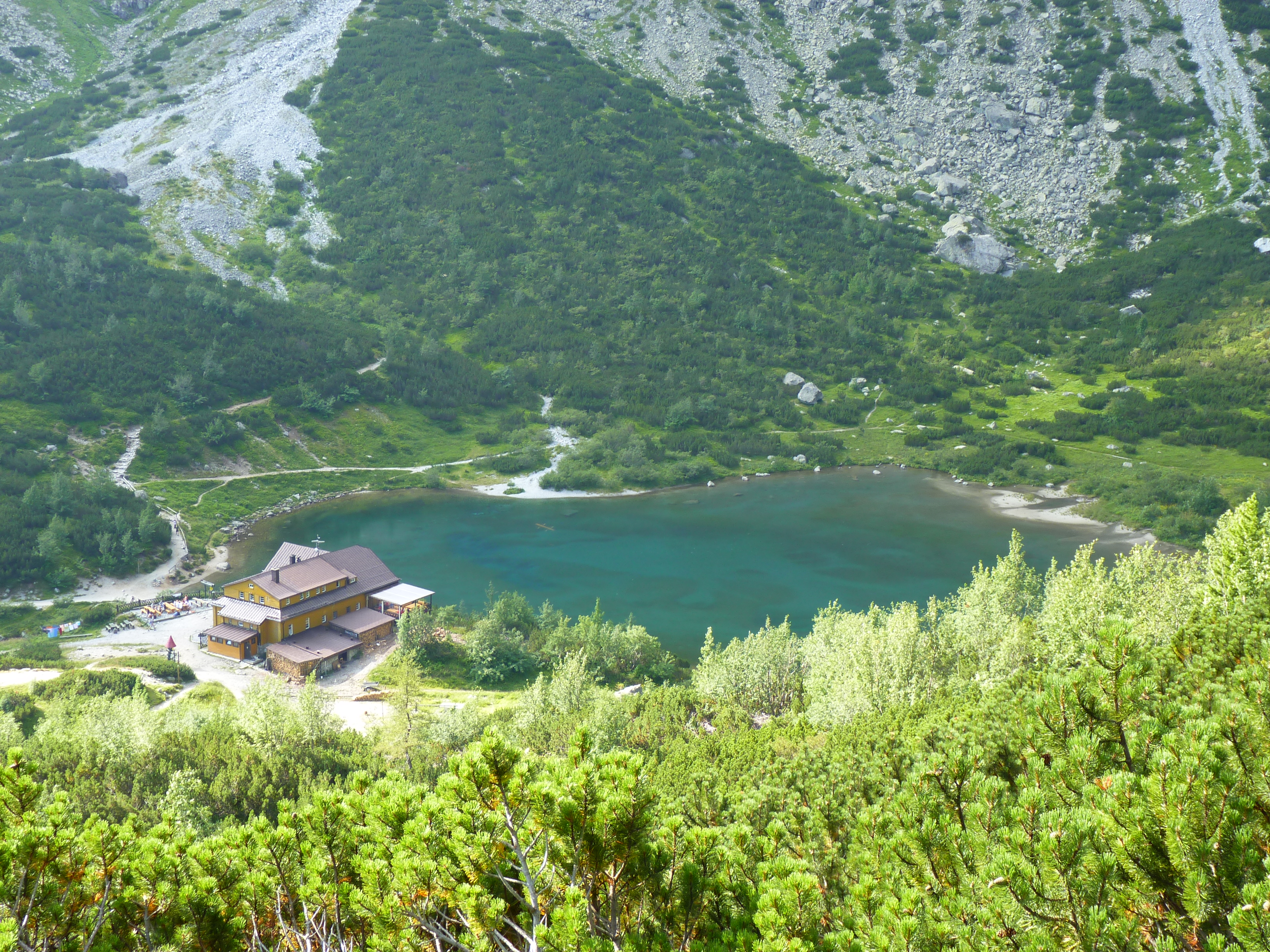
Zelené pleso

Das Hauptfließgewässer ist der Bach Kežmarská Biela voda (deutsch Weißwasser), der durch den Zusammenfluss der Quellbäche Zelený potok und Biely potok entsteht und den linken Zufluss Napájadlový potok aufnimmt. In den oberen Tälern befinden sich mehrere Bergseen, wie Zelené pleso (Grünsee), Červené pleso (Roter See), Belasé pleso (Blauer See), die Gruppe von sieben kleinen Bergseen Malé Biele plesá (Weiße Seen), Trojrohé pleso (Triangelsee) und Veľké Biele pleso (Großer Weißer See).

## Name und Geschichte

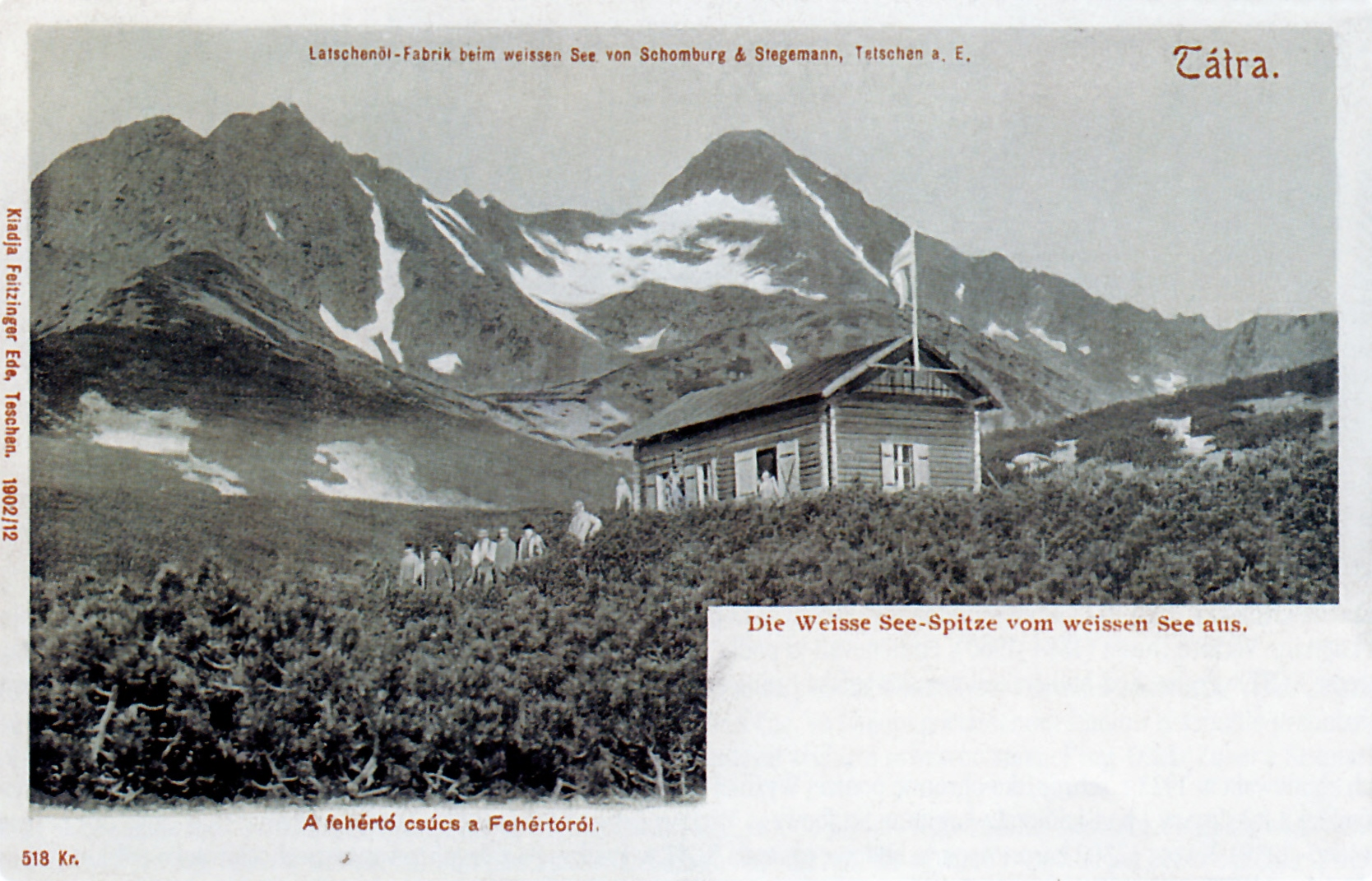
Latschenölfabrik, 1902

Das Tal trägt den Namen des durchfließenden Bachs Kežmarská Biela voda. Da es in der Hohen Tatra mehrere Wasserläufe mit den Namen Biela voda oder Biely potok gibt, wird die Lage durch das Adjektiv Kežmarská, nach der jahrhundertelangen Zugehörigkeit zum Stadtgebiet von Kežmarok (deutsch Kesmark), präzisiert.
Fast der gesamte Talkomplex gehörte der Stadt Kesmark, der 1269 das Stadtrecht verliehen und die 1380 zur königlichen Freistadt erklärt wurde. Weiter nördlich gehörten die Grundstücke der Stadt Zipser Bela (heute slowakisch Spišská Belá). Schon im Mittelalter lockte das Tal Schatzsucher an, ein besonderes Ziel war der Felsturm Jastrabia veža (deutsch Karfunkelturm), andererseits trieben Hirten aus Kesmark und den Gemeinden Roks (heute Rakúsy) und Forberg (heute Stráne pod Tatrami) ihre Herden auf die großen Waldwiesen und Alpen, wobei es insbesondere im 18. Jahrhundert eine intensive Rivalität zwischen den Orten gab. Die Familie Fábry betrieb im Kessel Medená kotlina ein Kupferbergwerk, ähnliche Bergwerke gab es im Hauptkamm zwischen dem Jahňací štít und dem Sattel Kopské sedlo sowie unweit des Tals Predné Meďodoly.
Der Ausflug der polnischen Adeligen Beata Łaska mit Knechten im Jahr 1565 ins Tal und zum See Zelené pleso, der seinerzeit enormes Aufsehen erregte, macht sie zur ersten bekannten Frau in der Hohen Tatra. Die erste Schutzhütte, die Egidihütte, wurde 1876 im Tal Predné Meďodoly erbaut und 1880 zum Zelené pleso verlegt. Nach mehreren Neu- und Umbauten trägt sie heute den Namen Chata pri Zelenom plese. Auch bei Šalviový prameň (deutsch Kressbrunn) und unweit von Veľké Biele pleso standen weitere Hütten, keine von diesen ist aber erhalten.
1907 unterzeichnete die Stadt Kesmark einen Vertrag zur Abholzung von Bergkiefern und Verarbeitung von Latschenöl in einer Fabrik bei den Weißen Seen. Als die Staatsorgane davon erfuhren, untersagten sie den weiteren Betrieb und Bergkieferabholzung.

## Tourismus

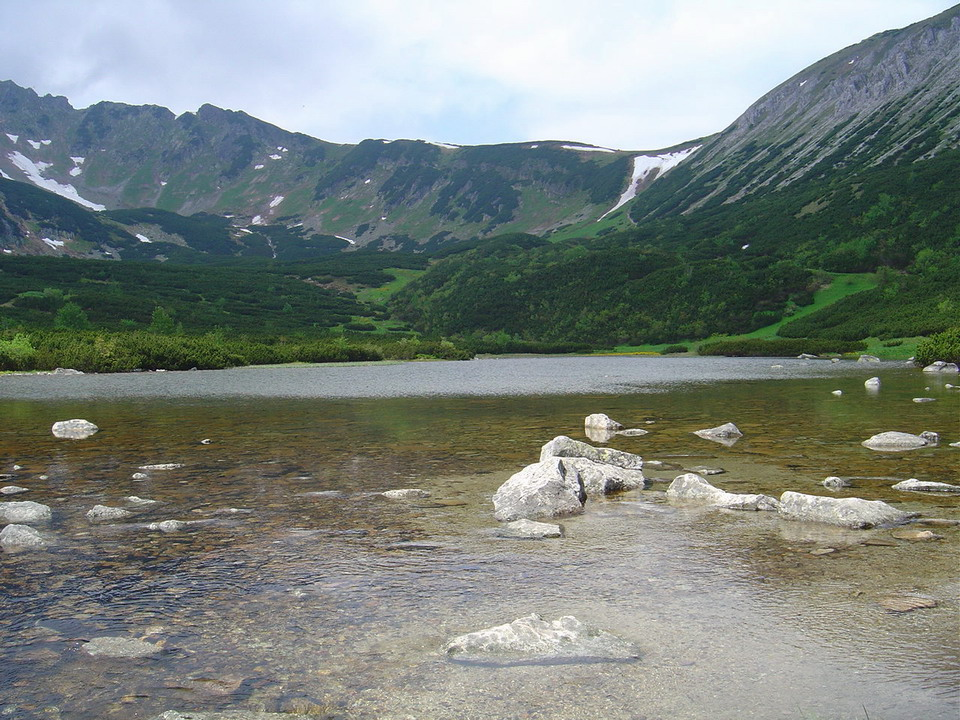
Sattel Predné Kopské sedlo, vom Bergsee Veľké Biele pleso aus gesehen

Ins Tal führen von Tatranská Lomnica, Tatranské Matliare und Kežmarské Žľaby, gelb, blau beziehungsweise wieder gelb markierte Wanderwege, die sich alle zum blau markierten Weg vereinigen. Aus der Richtung von Tatranská Kotlina kommt ein grün markierter Wanderweg, die den blauen Weg am Abzweig Veľké Biele pleso trifft. Ins Tal Dolina Zeleného plesa führt vom Abzweig Šalviový prameň ein gelb markierter Wanderweg zur Berghütte Chata pri Zelenom plese und weiter zum Gipfel des Jahňací štít. Am Abzweig Veľké Biele pleso endet beziehungsweise beginnt der rot markierte Wanderweg Tatranská magistrála, die rote Markierung führt aber weiter zum Sattel Kopské sedlo und über die Belaer Tatra nach Ždiar. Am Kopské sedlo beginnt ein blauer Wanderweg nach Tatranská Javorina.
Die einzige Berghütte ist die schon erwähnte Chata pri Zelenom plese. Der Wiederaufbau der 1974 abgebrannten Hütte Kežmarská chata ist geplant.